# Moa Martinson
Helga Maria Swarts, cunoscut ca Moa Martinson (n. 2 noiembrie 1890 - d. 5 august 1964) a fost o scriitoare suedeză.
A scris romane prin care a descris mizeria din mediile sărace, superstițiile populare, în continuarea tradiției epice scandinave.
În 1929 s-a căsătorit cu scriitorul Harry Martinson, pe care l-a cunoscut la redacța ziarului anarhist Brand și de care a divorțat în 1940.

## Scrieri
- 1933: Kvinnor och äppelträd ("Femei și mere"), autobiografie;
- 1934: Sallys söner ("Fiii lui Sally");
- 1936: Mor gifter sig ("Mama se mărită");
- 1952: Du är den enda ("Tu ești unicul").